# Pametni dom
Pametni dom ali pametne inštalacije so tehnologija, ki poveže naprave v stanovanjskem objektu v celovit sistem, ki ga je mogoče upravljati in nadzorovati centralizirano, bodisi z nadzorno ploščo, nameščeno v zgradbi, bodisi na daljavo z računalnikom ali prenosno napravo, če je sistem povezan v internet stvari. Omogoča poenostavitev in avtomatizacijo določenih procesov pri upravljanju doma, ki za uporabnika pomenijo predvsem večje lagodje, prihranke energije in varnost.

## Sistemi
- Upravljanje luči
- Upravljanje senčil
- Upravljanje ogrevanja, hlajenja in prezračevanja
- Oddaljen nadzor in vizualizacija
- Pametne ključavnice
- Detektorji dima/CO
- Detektorji vode
- Svetlobni senzorji
- Vremenske postaje
- Urniki in scene
- Centralna stikala
- Varnostni izklopi
- Nadzor porabe
- Glasovno upravljanje

## Izzivi
Glavni izzivi za domačo avtomatizacijo se nanašajo na razdrobljenost industrije in varnost podatkov.
Resnost težave varnosti podatkov je odvisna od uporabe naprav. Bolj resne so potencialne posledice, bolj nevaren je vdor. Če so tveganja za avtomatizacijo v industriji ali zdravstvenih ustanovah lahko izjemno velika, so za domačo avtomatizacijo, ki je odgovorna za nadzor svetlobe ali senzorskega sistema, precej nižja.
Proizvajalci ustvarjajo naprave z lastno programsko opremo z lastnimi mobilnimi aplikacijami in krmilniki. To otežuje medsebojno delovanje naprav in ustvarjanje enotnega omrežja iz naprav različnih proizvajalcev.
Skrajni primer je uporaba lastniške programske opreme z zaprto kodo. Naprav, ki delujejo na takšni programski opremi, je pogosto nemogoče povezati z napravami drugih proizvajalcev.
Nekateri protokoli, predvsem Z-Wave, so bili ustvarjeni, da bi premagali to težavo in proizvajalcem omogočili ustvarjanje naprav, ki lahko medsebojno delujejo. Proizvajalci ZigBee so začeli oblikovati tudi naprave z možnostjo prostega medsebojnega delovanja. Pripravljenost proizvajalcev, da ustvarijo naprave, ki temeljijo na istem standardu, je eden od načinov za rešitev problema, svoja prizadevanja združujejo v enotnem konzorciju (na primer Z-Wave Alliance) in skupaj razvijejo standard.
Drugi način je razviti naprave, ki lahko medsebojno delujejo z različnimi standardi. Nekateri proizvajalci v glavni krmilnik domačega omrežja vključijo možnost nadzora naprav po več standardih, na primer na Z-Wave, ZigBee, Bluetooth LE in KNX. V tem primeru naprave še vedno ne morejo neposredno medsebojno delovati, vendar lahko med seboj delujejo prek vozlišča, ki prevaja signale iz enega standarda v drugega.